# Kilometr kwadratowy

Kilometr kwadratowy (symbol: km²) – jednostka wielokrotna jednostki pola powierzchni – metra kwadratowego. 1 km² jest to pole powierzchni kwadratu o boku 1000 m. 
1 km² = 
- 1 000 000 m²
- 100 hm²
- 10 000 dam²
- 10 000 arów
- 100 ha
- 0,386 102 mili kwadratowej
- 247,105 381 akrów

Na odwrót:
- 1 m² = 0,000 001 km²
- 1 dam² = 1 ar = 0,0001 km²
- 1 hm² = 1 hektar = 0,01 km²
- 1 mila kwadratowa = 2,589 988 km²
- 1 akr = 0,004 047 km²

## Unicode
Dla celu zachowania kompatybilności z językami chińskim, japońskim czy koreańskim, Unicode zawiera symbole:
- kilometr – kod 0x339E (㎞)
- kilometr kwadratowy – kod 0x33A2 (㎢)
- kilometr sześcienny – kod 0x33A6 (㎦)